# Фероз, Васим
Васим Фероз (англ. Wasim Feroz, 10 октября 1966) — пакистанский хоккеист (хоккей на траве), нападающий. Бронзовый призёр летних Олимпийских игр 1992 года, чемпион летних Азиатских игр 1990 года, серебряный призёр летних Азиатских игр 1986 года.

## Биография
Васим Фероз родился 10 октября 1966 года.
Играл в хоккей на траве за Пакистанскую таможню из Карачи.
В 1986 году завоевал серебряную медаль хоккейного турнира летних Азиатских игр в Сеуле, в 1990 году — золото на летних Азиатских играх в Пекине.
В 1992 году вошёл в состав сборной Пакистана по хоккею на траве на летних Олимпийских играх в Барселоне и завоевал бронзовую медаль. Играл на позиции нападающего, провёл 7 матчей, забил 2 мяча в ворота сборной Испании.
В 1984—1994 годах провёл за сборную Пакистана 197 матчей, забил 55 мячей.